# Dialogické vyučování
Dialogické vyučování je typ vyučování, v němž dochází prostřednictvím komunikace a práce s jazykem ke stimulaci aktivit žáků, podněcování jejich myšlení a prohlubování porozumění. Dominují vyšší kognitivní procesy a znakem takto pojatého vyučování je skutečnost, že žáci jsou angažovaní a je jim dopřána značná autonomie. IRF struktura (iniciace,replika,feedback), která se vyskytuje v klasickém vyučování, je narušena.

## Podmínky realizace dialogu ve vyučování
Podmínky, které umožní učiteli spolu se žáky realizovat dialog jsou rozděleny do tří základních oblastí.
- Vytváření příznivého sociálního klimatu a vhodné atmosféry pro dialog – sociální klima školní třídy
- Připravenost učitele i žáků na vedení a využití dialogu
- Existence atraktivních, zajímavých témat a problémů vhodných pro dialog

Učitelé často kladou příliš mnoho otázek a odrazují žáky od podrobnějších odpovědí. Nedávají prostor pro tvoření vlastních otázek.
Podmínkou pro úspěšné vedení dialogu je dostatek času na promyšlení odpovědí, kdy učitelova netrpělivost vede k tomu, že vyvolá dalšího žáka nebo otázku zodpoví sám, čímž je charakter dialogu nebo diskuze narušen.  V dialogickém vyučování nejde jen o to, přimět žáky mluvit, ale žákovi by se měla nabídnout možnost prezentovat vlastní názory a stanoviska, které mohou být v rozporu s názory učitele.   Samozřejmě se nesmí opomenout důležitost komunikace neverbální (mimoslovní), která má ve výuce také významnou roli. 

## Moc v dialogickém vyučování
V dialogickém vyučování by měla v komunikaci mezi učitelem a žákem probíhat tzv. cirkulace moci. Ta je charakteristická tím, že učitel slevuje ze své dominance a moc je rozptýlena mezi žáky. V chování žáků se pak objevují prvky autonomie. Žáci začínají vykazovat velkou angažovanost, odpovídají na otázky a hlavně sami pokládají otázky k učivu. Chování učitele by mělo být podpůrné a zřídka kdy by mělo docházet ke kritice žákovských replik, jak uvádím v následující ukázce.
Ukázka:
V hodině literatury čte učitel Jonáš se žáky úryvek z knihy Důmyslný rytíř Don Quijote de la Mancha. Následně klade žákům otázku, zda je rytířovo jednání (útok na větrné mlýny) smysluplné, nebo nesmyslné. Celá třída považuje jednání za nesmyslné, učitel se staví do opozice. Po chvíli se přihlásí žák Adam s tím, že změnil názor.
Ž Adam: Protože si myslím, že každá činnost nebo každé chování člověka má nějaký smysl.

U: Rozuměli jste prosím vás tomu, co teďka právě teď řekl Adam?

Ž Filip: Já už to taky chápu.

U: Adame, zkus to dát jako argument, ještě jednou. My si to teď, my si to teď zkusíme obhajovat. Proč ty si myslíš, že Don Quijote a jeho chování je smysluplné?

Ž Adam: (dívá se na učitele) No, protože, jak už jste říkal, že asi protože pro někoho
má ta činnost smysluplnost a pro ty ostatní asi ne. Tak bych to asi myslel.

U: Řekni, řekni to jim. (ukáže na sedící žáky)
V ukázce vidíme cirkulaci moci. Učitel má jasnou představu, jak interpretovat jednání hlavního hrdiny. Nechce však předávat hotovou poučku, ale chce žáky přesvědčit. Nechává žákům prostor pro vytvoření si vlastního názoru a možnosti odporovat. V momentě, kdy se do diskuze přihlásí Adam, ustupuje učitel do pozadí, předá moc Adamovi a nechává ho vést výklad pro ostatní žáky. Moc zde postupně přechází od učitele k žáku Adamovi.

## Problémy dialogického vyučování
Tematická diskuze ani produktivní dialog nedominují mezi didaktickými metodami našich učitelů. V případě, že se objeví, jsou většinou provázeny určitými deficity. Problémy dialogického vyučování můžeme rozdělit do 5 oblastí.
- Kolektivita – kolektivita znamená, že se do diskuze zapojuje celá třída, což bývá značně problematické, protože většina tříd je značně heterozygotní (rozdílná) – některé děti jsou nadané a bystré, jiné jsou inteligenčně v pásmu průměru nebo podprůměru

- Reciprocita – také zpětná vazba, kdy učitelé často komentují repliky žáků pouhým přikývnutím nebo ambivalentním příslovcem typu „třeba“, přičemž by měli na žákovské repliky navazovat, což bývá hodně obtížné, protože se zde dostávají mimo oblast toho, co zde naplánovat a připravený scénář hodiny se může začít měnit

- Podpůrnost – míra podpůrnosti je závislá na tom, jaké vztahy jsou mezi učitelem a třídou a pokud se učitelé nechovají podpůrně, je to dáno hlavně jejich obavami z kázeňských problémů, které by mohly nastat ve chvíli, kdy bude žákům dopřána příliš velká autonomie

- Kumulativnost – k dosažení kumulativnosti je nezbytná velká suverenita učitele jak v jeho oborových znalostech, tak v didaktických dovednostech a je nutné vytvářet plán postupu výuky, promýšlet pořadí činností, aby hodina vrcholila reálným dosažením nového poznání, což může být pro mnohé značně obtížné

- Účelnost – dialog nemá být založen na nezávazném povídání, ale musí být produktivní a musí dosáhnout stanoveného cíle [1]